# Thần Châu 9
Thần Châu 9 (Trung văn giản thể: 神舟九号) là một tàu vũ trụ có người được phóng lúc 18h37 (giờ địa phương) ngày 16 tháng 6 năm 2012 tại trung tâm Phóng vệ tinh Tửu Tuyền, Cam Túc, Trung Quốc. Tàu được đẩy bởi tên lửa Trường Chinh 2Fc.
Thần Châu 9 mang theo nữ phi hành gia đầu tiên của Trung Quốc Lưu Dương, 33 tuổi, thiếu tá phi công thuộc Quân đội Giải phóng Nhân dân Trung Quốc, và hai phi hành gia khác là Jing Haipeng (chỉ huy trưởng) và Liu Wang.
Cả ba sẽ thực hiện sứ mệnh lịch sử là lần đầu tiên một tàu vũ trụ có người lái lắp ghép với modul Thiên Cung 1, hợp phần đầu tiên mà Trung Quốc phóng vào quỹ đạo tháng 9 năm 2011 nhằm xây dựng trạm vũ trụ cho riêng mình.
Sau hai ngày bay xuyên không gian, ngày 18 tháng 6 năm 2012, tàu Thần Châu 9 bay đến kết nối theo cơ chế tự động với Thiên Cung 1 ở quỹ đạo có độ cao 343 km. Sau đó, các phi hành gia sẽ bước vào modul Thiên Cung 1 để thực hiện các cuộc thí nghiệm khoa học.